# Liste des telenovelas de RCTV

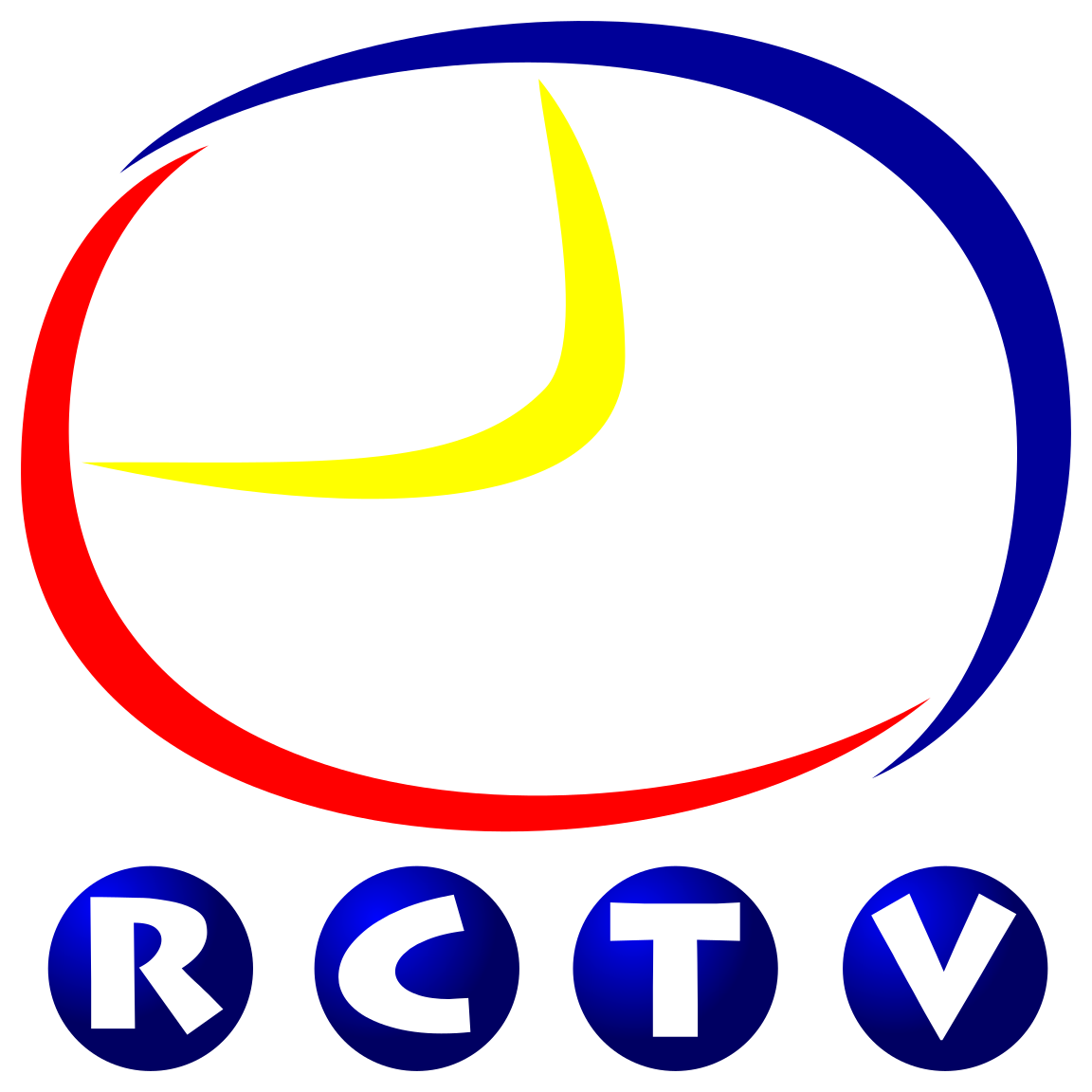
Logo de RCTV.

Cet article présente la liste de toutes les telenovelas et séries produites, distribuées et transmises par RCTV. De 1953 à 2010, RCTV produit et diffuse ses telenovelas. Depuis 2011, toutes les telenovelas qui sont produites par RCTV sont diffusées sur Televen.

## Années 1950

### 1953
- Kaleidoscopio
- Anecdotario

### 1954
- Camay
- Teatro del Lunes
- Gran Teatro
- Ciclorama
- Cuentos del Camino
- Candilejas

### 1956
- Palmolive

### 1957
- Detrás del telón
- La gran herencia
- La Novela LM
- La única
- Mayra
- Mi hermano Satanás

### 1958
- El país perdido
- El primer milagro
- Luz y Sombras
- Tinieblas en el corazón

### 1959
- El castillo de hierro
- Su mala hora

## Années 1960

### 1960
- Amor salvaje
- El hombre de la máscara de hierro
- El mulato
- Historia de amor
- Un pedazo de cielo

- Ante la ley

### 1961
- Cinco destinos
- El precio de una vida
- Hacia la luz
- La fracasada
- La otra

### 1963
- La flor del matapalo

### 1964
- Historia de tres hermanas
- La novela de pasión
- La novela del hogar
- La novela romántica

### 1965
- Amor sin fronteras
- Corazón salvaje
- Chinita, mi amor
- El derecho de nacer
- Yo compro a esa mujer
- La tirana

### 1966
- Cimarrón
- Clemencia
- Cuando el cielo es más azul
- El alma no tiene color

### 1967
- Donde no llega el sol
- El engaño
- La cruz de Palo
- La historia de un canalla
- La virgen de barro
- Renzo el Gitano
- Sacrificio

### 1968
- La posada maldita
- Los ojos que vigilan
- Mamá Trompeta

### 1969
- Corazón de madre
- La Satánica
- Mariana Montiel
- Mi secreto me condena
- Selva, la virgen de barro
- Tormenta de pasión
- Con toda el alma

## Années 1970

### 1970
- Sobre la misma tierra
- O.K.

- Cristina
- Isabelita
- Italiana
- La virgen ciega
- María
- Pasiones de juventud

### 1971
- Bárbara
- El secreto
- La usurpadora
- Regina Carbonell

### 1972
- La doña
- Sacrificio de mujer

### 1973
- Raquel
- La italianita
- La indomable

### 1974
- La trampa
- Tuya para siempre

### 1975
- Alejandra
- Doña Bárbara
- La Trepadora
- Valentina

### 1976
- Angélica
- Campeones
- Canaima
- Carolina
- Pobre negro
- Sabrina

### 1977
- Iliana
- La hija de Juana Crespo
- La señora de Cárdenas
- Mariela, Mariela
- Resurrección
- Silvia Rivas, divorciada
- Tormento
- TV confidencial

### 1978
- El ángel rebelde
- La balandra Isabel llegó esta tarde
- La fiera
- Piel de sapa
- Residencia de Señoritas
- Sangre azul
- Soltera y sin compromiso
- Sonia

### 1979
- Estefanía
- Mabel Valdez, periodista
- Gabriela

## Années 1980

### 1980
- Claudia
- Drama de amor en el bloque seis
- El esposo de Anaís
- Gómez I
- Marielena
- Mi hijo Gabriel
- Muñequita
- Natalia de 8 a 9
- Pensión Amalia
- Rosa Campos Provinciana

### 1981
- Amada mía
- Angelito
- Elizabeth
- Gómez II
- La Comadre
- La hija de nadie
- Luisana mía
- Luz Marina
- Maite
- Rosalinda
- Quiero ser

### 1982
- Campeón sin corona
- Cándida
- Cara a cara
- De su misma sangre
- La goajirita
- Juanito y Él
- Jugando a vivir
- Kapricho S.A.
- La señorita Perdomo
- Mosquita muerta
- ¿Qué pasó con Jacqueline?

### 1983
- Bienvenida Esperanza
- Chao Cristina
- Días de infamia
- Marta y Javier
- Leonela
- Juanito, Julieta y Él
- Inki, cometa radiante
- María Laura
- Marisela

### 1984
- Acusada (2ème partie de Marisela)
- Azucena
- La salvaje
- Miedo al amor (2ème partie de Leonela)

### 1985
- Adriana
- Cristal
- El cordón de plata
- Rebeca
- Topacio

### 1986
- Atrévete
- La dama de rosa
- La intrusa
- Mansión de Luxe

### 1987
- Los diamantes de la muerte
- Mi amada Beatriz
- Roberta
- Selva María

### 1988
- Abigaíl
- Alma mía
- Brigada especial 2.2
- La muchacha del circo
- Primavera
- Señora

### 1989
- Alondra
- Amanda Sabater
- Amor marcado
- El engaño
- La pasión de Teresa
- Pobre negro
- Rubí rebelde
- Los últimos héroes

## Années 1990

### 1990
- Anabel
- Caribe (es)
- Carmen querida
- De mujeres
- Gardenia
- Natacha

### 1991
- El desprecio
- La pandilla de los 7

### 1992
- Kassandra
- Por estas calles
- Eva Marina

### 1993
- Dulce ilusión

### 1994
- De oro puro
- Alejandra
- Pura sangre

### 1995
- Ilusiones
- Amores de fin de siglo
- Entrega total
- Cruz de nadie (Marte TV)
- El desafío

### 1996
- La Inolvidable
- Los amores de Anita Peña
- La llaman Mariamor (Marte TV)
- Volver a vivir

### 1997
- Cambio de piel
- Llovizna (Marte TV)
- María de los Ángeles
- Conserjes

### 1998
- Aunque me cueste la vida
- Dónde está el amor
- Hoy te vi
- Niña mimada
- Reina de corazones

### 1999
- Luisa Fernanda
- Mujer secreta
- Carita pintada
- Mariú

## Années 2000

### 2000
- Hay amores que matan
- Mis 3 hermanas
- Angélica Pecado
- Viva la Pepa

### 2001
- Carissima
- La soberana
- A calzón quita'o
- La niña de mis ojos

### 2002
- Juana la virgen
- La mujer de Judas
- Trapos íntimos
- Mi gorda bella
- Gata salvaje

### 2003
- La Cuaima
- La Invasora

### 2004
- ¡Qué buena se puso Lola!
- Estrambótica Anastasia
- Negra consentida
- Mujer con pantalones

### 2005
- Ser bonita no basta
- Amantes
- Amor a palos

### 2006
- El desprecio
- Por todo lo alto
- Túkiti, crecí de una
- Y los declaro marido y mujer (Amor infiel)
- Te tengo en salsa

### 2007
- Camaleona
- Dr. G y las mujeres
- Pura pinta
- Mi prima Ciela
- Toda una dama

### 2008
- La Trepadora
- Nadie me dirá cómo quererte

### 2009
- Calle luna, Calle sol
- Esto es lo que hay
- Libres como el viento

## Années 2010

### 2011
- Que el cielo me explique

### 2012
- Nacer contigo
- Dulce amargo

### 2013
- Las Bandidas (Co-production avec Televisa et RTI Producciones)

### 2014
- La virgen de la calle (Co-production avec Televisa et RTI Producciones)

### 2016
- Piel salvaje

### 2017
- Corazón traicionado

### 2018
- Ellas aman, ellos mienten

### À venir
- Eneamiga
- Almas en pena

### Sources
- (es) Cet article est partiellement ou en totalité issu de l’article de Wikipédia en espagnol intitulé « Anexo:Telenovelas de RCTV » (voir la liste des auteurs).